# Estêvão Ribeiro de Sousa Resende
Estêvão Ribeiro de de Sousa Resende, primeiro e único barão de Resende, (Rio de Janeiro, 19 de agosto de 1840 – Piracicaba, 11 de agosto de 1909) foi um nobre brasileiro.

## Biografia
Bacharelou-se em Direito, em 1863, pela Faculdade de Direito do Largo de São Francisco. Foi chefe do Partido Católico de Piracicaba, deputado provincial nas legislaturas de 1870-1871, 1874-1875 e  1878-1879, deputado geral em 1876, na décima sexta legislatura. 
Por três quadriênios, foi vereador na Câmara de Piracicaba. Empresário, foi um dos fundadores da Companhia Ituana de Navegação, nos rios Piracicaba e Tietê, a qual comandou entre 1878 e 1886. Em 1881, fundou o Engenho Central de Piracicaba. 
Foi, também, escritor e sócio do Instituto Histórico e Geográfico de São Paulo. Lutou na Guerra do Paraguai, pelo que foi agraciado com o Ordem de Cristo, e admitido como moço fidalgo da Casa Imperial. 
Em 1886, hospedou o Imperador Dom Pedro II e o Conde D’Eu. Fez projetos para a construção de uma ponte sobre o rio Piracicaba, em 1873 e, em 1903, projetou a construção do sanatório São Luís, para receber tuberculosos indigentes.

## Genealogia
- Ascendência: Era filho do Marquês de Valença e de Ilídia Mafalda de Sousa Queirós; neto paterno do Coronel Severino Ribeiro (de família lisboeta) e de Josefa Maria de Resende; por esta, bisneto  de João de Resende Costa e de Helena Maria de Jesus, a “Terceira Ilhoa”.
- Descendência: Casou-se Ana Cândida da Conceição, filha do Barão de Serra Negra, com quem teve:
  - Estevão de Sousa Resende, falecido solteiro;
  - Francisca de Sousa Resende casada com Américo Brasiliense de Almeida Melo Filho; filho de Américo Brasiliense de Almeida Melo
  - Lídia de Sousa Resende;
  - Luís de Sousa Resende, casado com Altamira Guedes;
  - Maria Elisa de Sousa Resende.

## Títulos nobiliárquicos
Cavaleiro da Imperial Ordem de Cristo e fidalgo da Casa Imperial.
Barão de Resende
Título conferido por decreto imperial em 7 de maio de 1887. Observe-se que a concessão do título é de 1887, porém usou o mesmo brasão concedido à sua família, em 27 de junho de 1870.

## Brasão de armas
Escudo ibérico esquartelado:

Armas do barão de Resende.

- o primeiro  e o quarto: de blau com um leopardo rampante de argente, armado de jalde, e chefe do mesmo carregado de três estrelas de goles alinhadas - Armas de Damião Dias da Ribeira;
- o segundo também esquartelado, sendo o primeiro e o quarto de argente,  com cinco escudetes de blau postos em cruz, cada escudete carregado de cinco besantes do primeiro esmalte, postos em sautor;  o segundo e o terceiro de argente, e com um leão de púrpura – Armas dos Sousas do Prado;
- o terceiro de  jalde, com duas cabras de sable, gotadas do campo e passantes, uma sobre a outra - Armas dos Resendes. Coronel de barão.
- Timbre: o leopardo das armas, com uma estrela de goles na espádua; e por diferença, uma brica de blau com um lírio de jalde. ( Brasão passado em 27 de Junho de 1870. Reg. no Cartório da Nobreza,Liv.VI,fls.108)